# Sûreté nationale
Sûreté nationale (deutsch „Nationale Sicherheit“) war von 1944 bis zum 10. Juli 1966 die offizielle Bezeichnung der Police nationale. Sie war neben der Gendarmerie nationale das wesentliche polizeiliche Exekutivorgan in Frankreich und unterstand dem Innenministerium. Schon im 19. Jahrhundert gab es in Frankreich eine erste kriminalpolizeiliche Organisation namens Sûreté.

## Geschichte
Ende 1811 wurde Eugène François Vidocq zum Chef der von ihm organisierten neuen Sicherheitsbehörde Sûreté unter dem Dach der Pariser Polizei ernannt.
Die Sûreté hatte anfangs acht, dann zwölf, 1823 schließlich 20 Mitarbeiter, und im folgenden Jahr wurden es 28. Dazu kamen acht Personen, die im Geheimen für die Sicherheitsbehörde arbeiteten, aber statt eines Gehaltes die Lizenz für eine Spielhalle erhielten.
Die Sûreté gilt als Vorreiter aller kriminalpolizeilichen Organisationen in der Welt.
Am 23. April 1941 wurde die französische Polizei unter dem Vichy-Regime verstaatlicht und den einzelnen Präfekten unterstellt; der Begriff Police nationale fand erstmals Verwendung. Davon ausgenommen war die Polizeipräfektur von Paris.
Diese Organisationsform wurde im Großen und Ganzen während der Vierten und Fünften Französischen Republik beibehalten.
1944 wurde die Police nationale von der Sûreté nationale ersetzt. Am 9. Juli 1964 wurde die bisher eigenständige Polizeipräfektur von Paris der Sûreté nationale unterstellt, und am 10. Juli 1966 erfolgte die endgültige Umorganisation in die Police nationale in der heutigen Form.